# Krystyna Wysocka
Krystyna Wysocka (urodzona 30 sierpnia 1925 roku we Lwowie, zmarła 1 marca 2013 roku w Szczecinie) – dr hab. nauk medycznych internista, reumatolog.

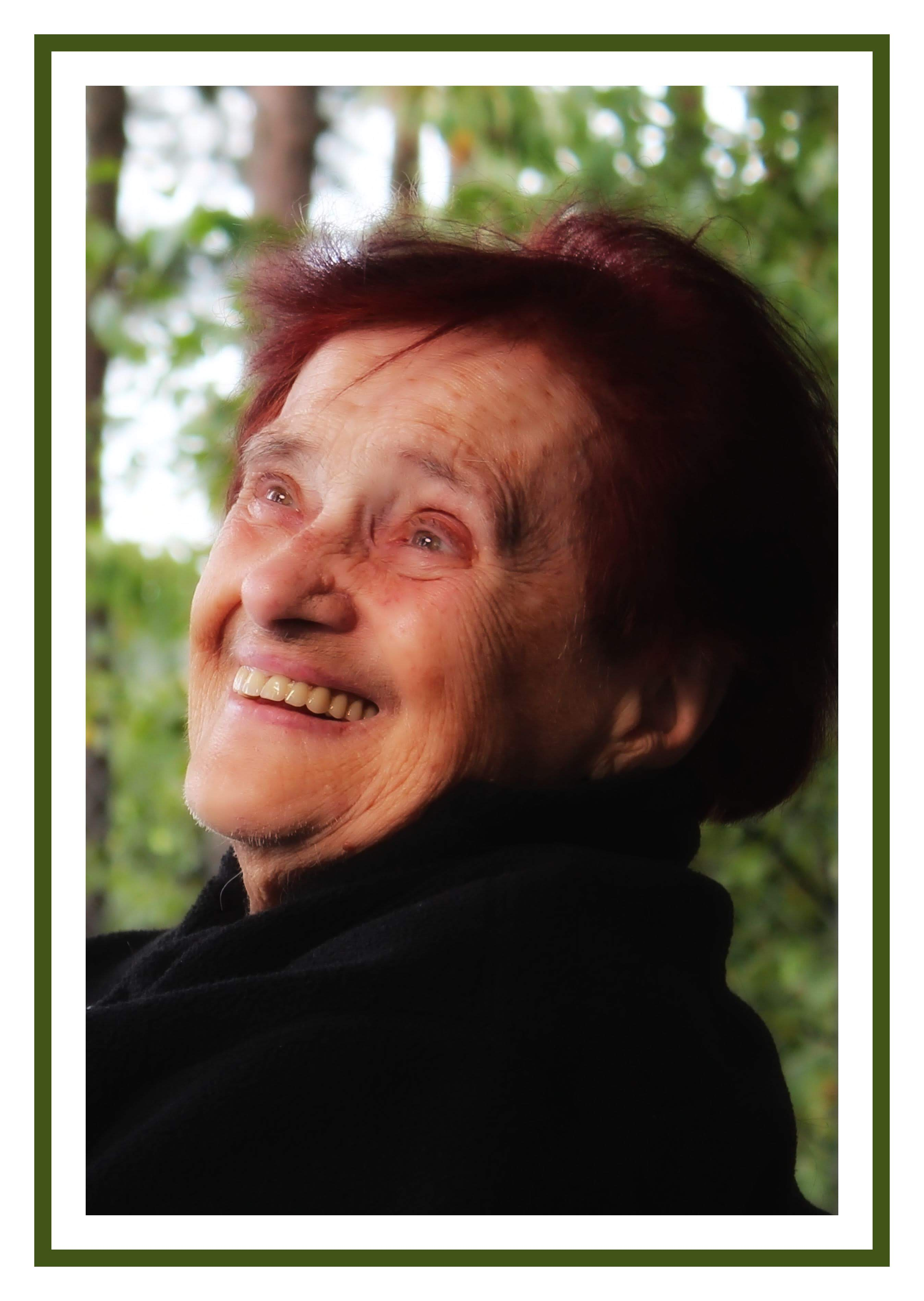
Krystyna Wysocka

## Czasy wojenne
W czasie okupacji łączniczka Armii Krajowej (pseudonim „Jaga”), trzykrotnie przekraczała fronty z meldunkami. W 1944 r. odznaczona Krzyżem Walecznych, rozkazem podpisanym przez gen. Bora- Komorowskiego i gen. Sosnkowski. Aresztowana 24 grudnia 1944 r. skazana na 12 lat więzienia i zesłana na Ural (Obłast Mołodowskaja). Pracowała w kamieniołomach i przy wyrębie lasu.

## Czasy powojenne

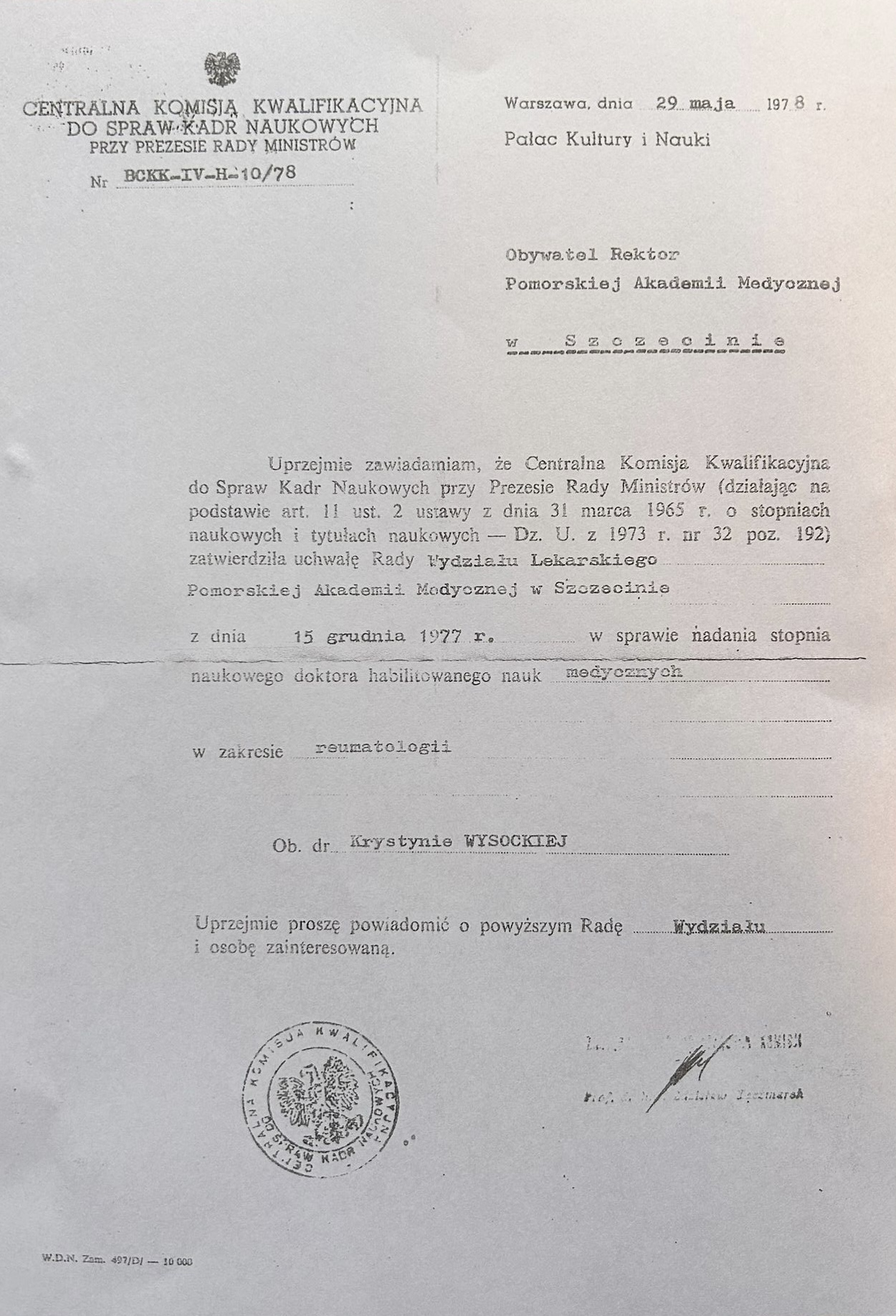
Dokument nadania tytułu doktora habilitowanego nauk medycznych

Wróciła do Polski w 1948 roku. Ukończyła szkołę średnią w Gliwicach. W 1949 roku rozpoczęła studia w Pomorskiej Akademii Medycznej w Szczecinie, które ukończyła w 1954 roku. W 1956 uzyskała specjalizację 1. stopnia z interny, w 1961 roku 2. stopnia z interny, a rok później z reumatologii. Doktorat obroniła w 1965 roku. 
Od 1968 roku organizowała od podstaw klinikę reumatologiczną i stanęła na jej czele jednocześnie pracując w Wojewódzkiej Poradni Reumatologicznej. W 1977 roku uzyska habilitację na podstawie pracy z pogranicza reumatologii i endokrynologii. Opublikowała 84 prace. Tworzyła oddział reumatologii wojewódzkiego szpitala zespolonego w Szczecinie przy ul. Arkońskiej i ponad 30 lat była jego ordynatorem. Jako jedna z pierwszych w Polsce wprowadziła krioterapię. Działała w Polskim Towarzystwie Reumatologicznym. Przez dwie kadencje była przewodniczącą oddziału Szczecińskiego Polskiego Towarzystwa Lekarskiego, a potem członkiem zarządu. 
W 2003 roku została damą medalu Gloria Medicinae. Wyróżnienie jest to przyznawane 10 lekarzom polskiego pochodzenia na całym świecie w ciągu 1 roku. Niemalże do końca życia pracowała w Stoczniowej Poradni Reumatologicznej.